# 下沙文化中心

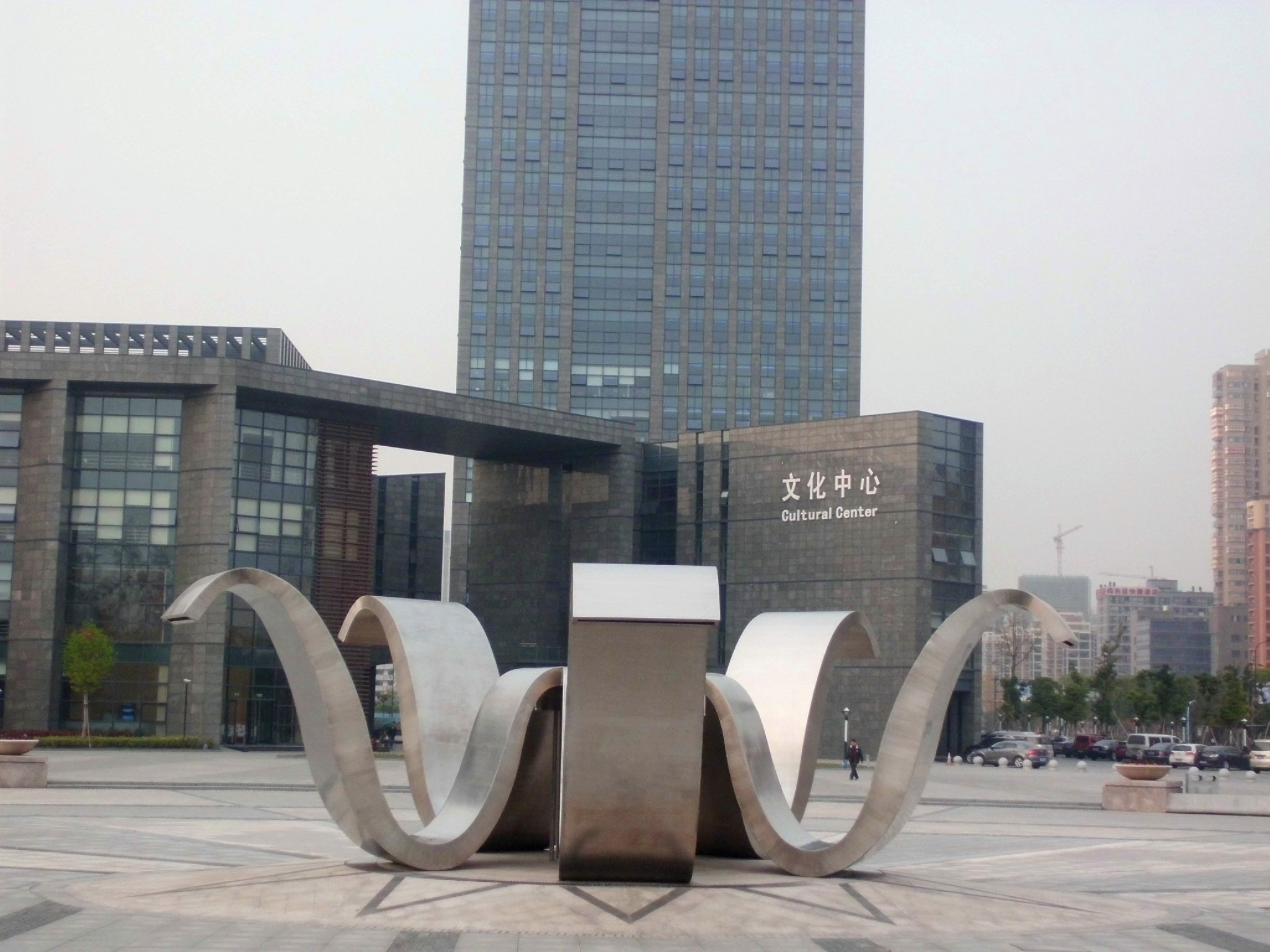
文化中心

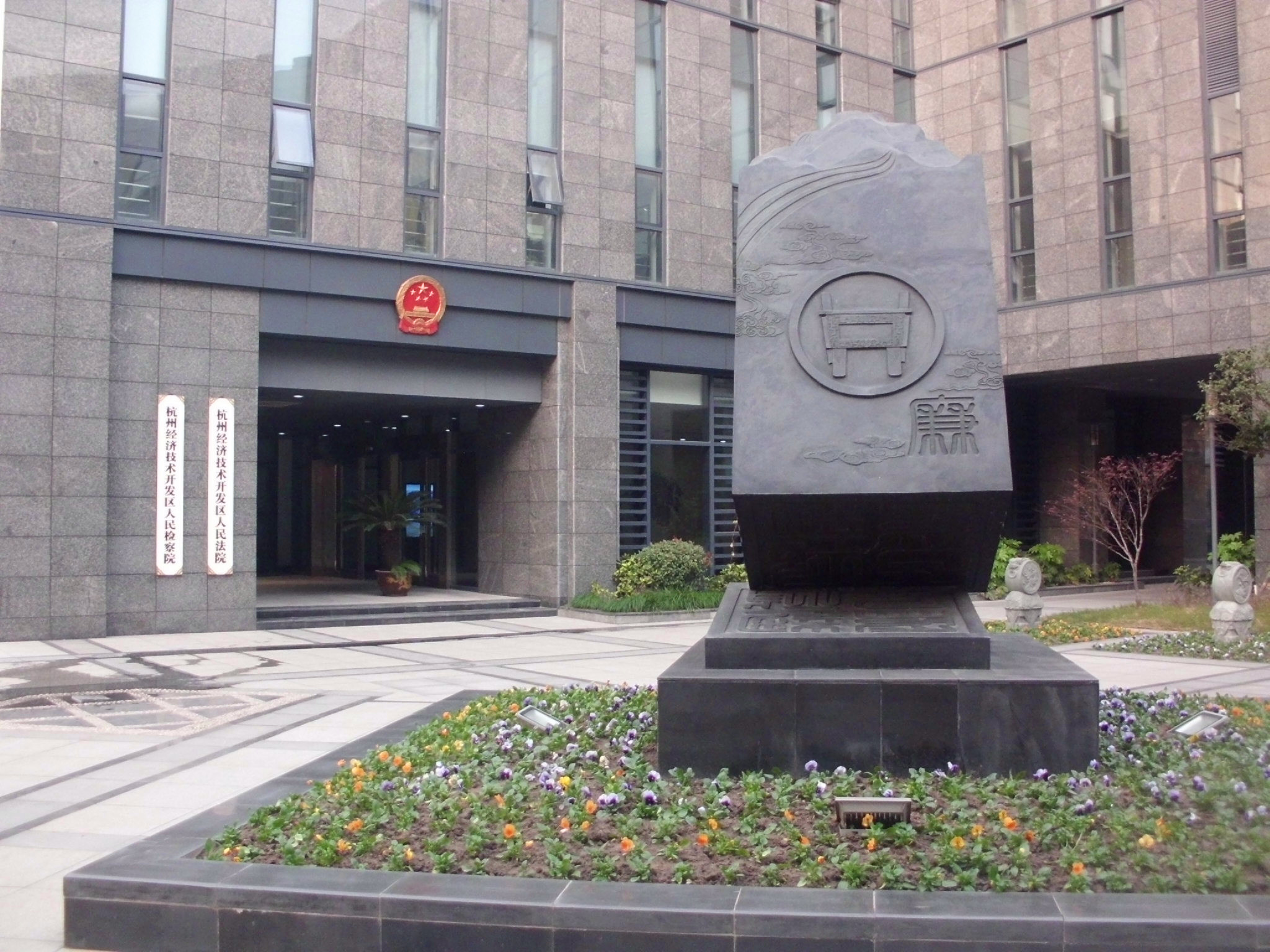
开发区法院与检察院所在地

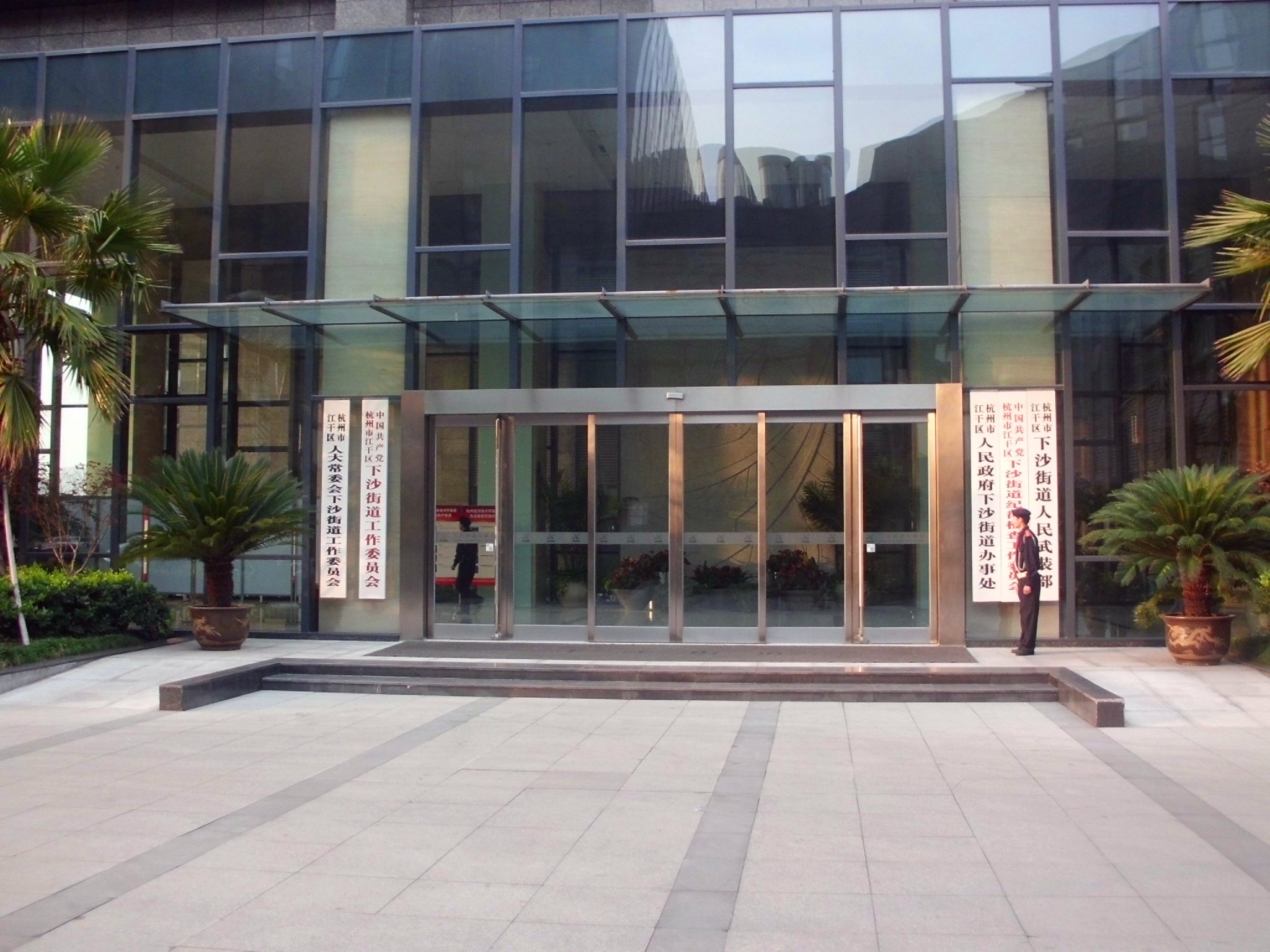
下沙街道办事处

下沙文化中心是位于杭州下沙街道的高层建筑。包括一幢7层、一幢4层和一幢22层建筑，融合下沙街道公共文化活动和社会服务功能。

## 简介
南临下沙路，东临新业北路，西临快速公交枢纽站，北临南苑路。占地面积16670平米，总建筑面积59712平米，其中地上建筑面积为46778平方米。
中心一、二层为下沙街道综合文化站（设有图书报刊阅览功能，2012年底前对外开放），三、四层为开发区青少年宫、开发区婚姻登记处。
下沙街道办事处、杭州经济技术开发区法院、开发区检察院、杭州联合银行支行设于此地。

## 交通
杭州快速公交B1、B1区间2经过该地，设有下沙文化中心站。